# المعيار الأوروبي EN 62262
المعيار الأوروبي EN 62262 هو ما يعادل المعيار الدولي IEC 62262 لعام 2002، ويتعلق بتقييمات IK الحمائية. وهو تصنيف رقمي دولي لدرجات الحماية التي يجب أن توفرها عبوات التعبئة للمعدات الكهربائية ضد التأثيرات الميكانيكية الخارجية. وهو بالأساس يوفر وسيلة لتحديد سعة العلبة بهدف حماية محتوياتها من التأثيرات الخارجية. وفي الأصل تم تعريفه بكود IK في المواصفات القياسية الأوروبية BS EN 50102، والصادرة عام 1995، والتي تم تعديلها 1998، ليتم اعتماده كمعيار دولي في عام 2002، وأعيد ترقيمه بـ EN 62262.

## روابط خارجية
- BS EN 62262:2002
- IEC 62262 Ed. 1.0 b:2002
- DIN IEC 50102:1999